# クリス・ワドル
クリス・ワドル（Chris Waddle）ことクリストファー・ローランド・ワドル（Christopher Roland Waddle, 1960年12月14日 - ）は、イングランド出身の元同国代表サッカー選手、サッカー指導者。選手時代のポジションはフォワード（ウインガー）。

## クラブ経歴
1980-81シーズン、 ニューカッスル・ユナイテッドに入団。1983年 ニューカッスル・ユナイテッドは1部に昇格。
1985年8月、トッテナム・ホットスパー へ移籍、1986-87シーズン、 FAカップ準優勝。
1989-90シーズン、 ディエゴ・マラドーナの獲得に失敗し、それに代わる選手を探していたオリンピック・マルセイユ へ当時の史上3位での高額移籍金(425万ポンド)で移籍(イングランド人選手としては史上最高額)。ここでは移籍後数ヶ月はパパンの家に家族で滞在、そのパパンにはクロスで多くのゴールをアシストするなど、息の合うプレーでチームの躍進に貢献していた。リーグ第3節のトゥールーズFC戦で移籍後初ゴールを決めるなど、リーグ戦では9ゴールを決めてリーグ優勝に貢献した。
1990-91シーズン、UEFAチャンピオンズカップでは、前シーズン王者のACミラン戦でゴールを決め勝利するなど(後にパオロ・マルディーニは、これまで最もマークするのに苦労した選手として、ディエゴ・マラドーナと共にワドルの名前を挙げている。)、チームを初の決勝に導いた。決勝ではレッドスター・ベオグラードにPK戦の末に敗れ、準優勝に終わったが、同シーズンリーグアンでは優勝をは果たした。1991-92シーズン、 リーグアン3期連続優勝を果たした。
1992-93シーズン、シェフィールド・ウェンズデーへ移籍、 FWA年間最優秀選手賞を受賞。FAカップ決勝のアーセナル戦でゴールを決めたが、1-2と敗れて準優勝。フットボールリーグカップ準優勝。1995年、ニューカッスル・ユナイテッドのケビン・キーガン監督が、当時35歳のワドルを獲得しようとしたが、シェフィールド・Wがオファーを拒否した。 1997年 バーンリーでは選手兼監督としてプレーした。
1998年に現役引退。マルセイユの20世紀最高の選手を決める投票ではパパンに次ぐ2位にランクされた。

## 代表経歴
1985年イングランド代表に選出、3月26日の北アイルランド戦でデビューを飾った。
1985年10月16日のワールドカップ予選、トルコ戦で代表初ゴールを決めた。1986年メキシコW杯では4試合に出場(ベスト8)。1988年ユーロ88では2試合に出場、グループリーグ敗退した。
1990年イタリアW杯では7試合に出場、準決勝西ドイツ代表戦ではPKを失敗、このシーンが映画グッバイ、レーニン!で登場する。3位決定戦でイタリアに破れて4位。グレアム・テイラー代表監督就任以降はクラブでの活躍があり、イングランド国内で代表招集待望論が高かったものの、1991年10月16日のEURO 1992予選のトルコ戦のを除き、召集されなかった。

## プレースタイル
当時のイングランドにおいては数少い技巧派の選手で、スピードと切れのあるフェイントで相手を切り崩し、右サイドからのクロスや中央へ切り込んでのシュートを得意とした。利き足は左だが主に右サイドでプレーし、攻撃を組み立てた。

## 個人成績

### 代表での成績
出典
| イングランド代表 | 国際Aマッチ | 国際Aマッチ |
| 年               | 出場        | 得点        |
| ---------------- | ----------- | ----------- |
| 1985             | 11          | 1           |
| 1986             | 12          | 2           |
| 1987             | 6           | 1           |
| 1988             | 9           | 0           |
| 1989             | 10          | 2           |
| 1990             | 13          | 0           |
| 1991             | 1           | 0           |
| 通算             | 62          | 6           |

## 個人タイトル
- FWA年間最優秀選手賞 : 1回 (1993)